# 総持寺 (太田市)
総持寺（そうじじ）は、群馬県太田市にある真言宗豊山派の寺院。

## 歴史
南北朝時代、慶範によって開山された。旧新田惣領館の跡地にあるため、別名「館の坊」とも呼ばれる。新田義貞が住んだ館ともいわれている。
旧称は「真光寺」であった。江戸時代は真言宗の学問所となっていた。

## 文化財
- 総持寺の梵鐘（太田市指定重要文化財 昭和61年7月24日指定）[3]
- 総持寺の木造伝新田義貞倚像（太田市指定重要文化財 平成27年2月23日指定）[4]

## 交通アクセス
- 世良田駅より徒歩19分。